# رولز رويس ترنت 800

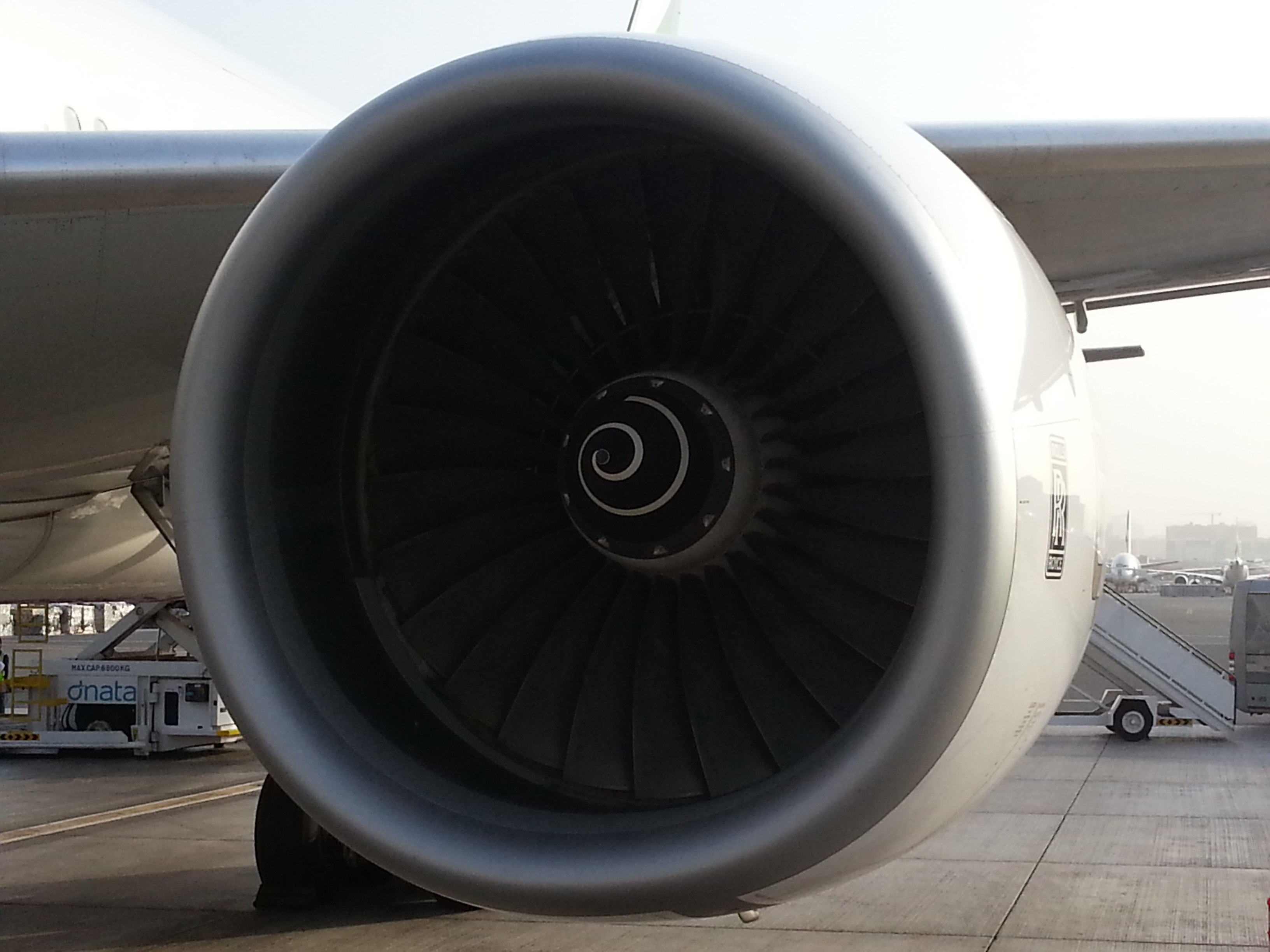
محرك رولز رويس ترينت 800 مثبت على طائرة بوينغ 777بوينغ 777-300 تابعة لطيران الإمارات

رولز رويس ترنت 800 (بالإنجليزية: Rolls-Royce Trent 800)‏ هو محرك توربيني مروحي عالي الالتفافية، وواحدا من عائلة محركات ترنت. طّور من محرك رولز رويس أر بي 211. وصمم هذا المحرك ليتم استخدامه على طائرة بوينغ 777.

## التصميم والتطوير
في أواخر ثمانينات القرن العشرين وعندما كانت بوينغ تخطط لتطوير طائرتها النفاثة بوينغ 767 لإنتاج طراز بوينغ 767-أكس، اقترحت رولز رويس نسخة من محرك ترينت 700 (فئة ترينت 760) ليكون المحرك المثبت عليها. وبحلول عام 1990 تخلت بوينغ عن برنامج 767-أكس المخطط له، وبدلا من ذلك قررت إطلاق عائلة طائرات جديدة، وأكبر واطلقت عليها تسمية 777، مع اشتراط قوة دفع تبلغ 80,000 رطل (360 كيلو نيوتن) أو أكثر. وبما ان قطر مروحة محرك ترينت 700 يبلغ 2.47 متر (97 بوصة) فأن قطر المروحة لا يكون كبيرا بما يكفي لتلبية قوة الدفع المطلوبة، لذلك اقترحت رولز رويس نسخة جديدة من محرك ترينت مع قطر مروحة يبلغ 2.80 متر (110 بوصة) والذي أطلق عليه تسمية ترينت 800. وقامت رولز رويس بجلب شركة كاواساكي للصناعات الثقيلة وشركة ايشيكاواجيما-هاريما للصناعات الثقيلة كشركاء في برنامج مشاركة المخاطر وتقاسم العائدات، والذي ساهمت فيه الشركتين اليابانيتين بحصة قدرها 11 في المائة في كل من برامج محركي ترينت 700 وترينت800.
بدأ اختبار محرك ترينت 800 في سبتمبر 1993، وأحرز شهادة الصلاحية في يناير عام 1995. وفي مايو 1995 حلقت أول طائرة بوينغ 777 تعمل بمحركات ترينت 800، ودخلت الخدمة مع الخطوط الجوية الدولية التايلاندية في 31 مارس 1996. . وفي يوم 10 أكتوبر 1996، حصل المحرك على موافقة التشغيل الثنائي الموسع المدى (ETOPS) لمدة 180 دقيقة من قبل إدارة الطيران الفيدرالية.
في البداية عانت رولز رويس من صعوبة في بيع المحرك، والخطوط الجوية البريطانية، هي أحد أهم العملاء التقليدين لرولز رويس، والتي تقدمت بطلبية كبيرة في منافسة مع محرك جنرال إلكتريك جي إي 90. وجاء التقدم الكبير عندما فازت رولز رويس بأوامر شراء محركات لتزويد 34 طائرة بوينغ 777 من الخطوط الجوية السنغافورية، والتي كانت سابقا أحد أهم عملاء برات آند ويتني، وسرعان ما تبع ذلك أوامر كبيرة من أسواق أمريكا الشمالية، وبالتحديد من الخطوط الجوية الأمريكية وخطوط دلتا الجوية لتويد أساطيلها من طائرات بوينغ 777 بمحركات ترنت 800. وفي في سبتمبر 1998، أعلنت الخطوط الجوية البريطانية أنها أختارت شركة رولز رويس لتزويد الدفعة الثانية من طائرات بوينغ 777 بالمحركات للمرة الثانية، وكررت ذلك مرة أخرى في أبريل 2007. ومحرك ترينت 800 لديه حصة 41٪ من سوق محركات طائرات بوينغ 777 بطرازاتها المختلفة. تستخدم الآن محركات رولز رويس ترينت 800، على سلسلة طائرات بوينغ 777، من قبل شركات الطيران الكبرى مثل: الخطوط الجوية النيوزيلندية والخطوط الجوية البريطانية والخطوط الجوية الأمريكية والخطوط الجوية الكينية وطيران الإمارات والعديد من شركات الطيران الأخرى.

## الحوادث والوقائع

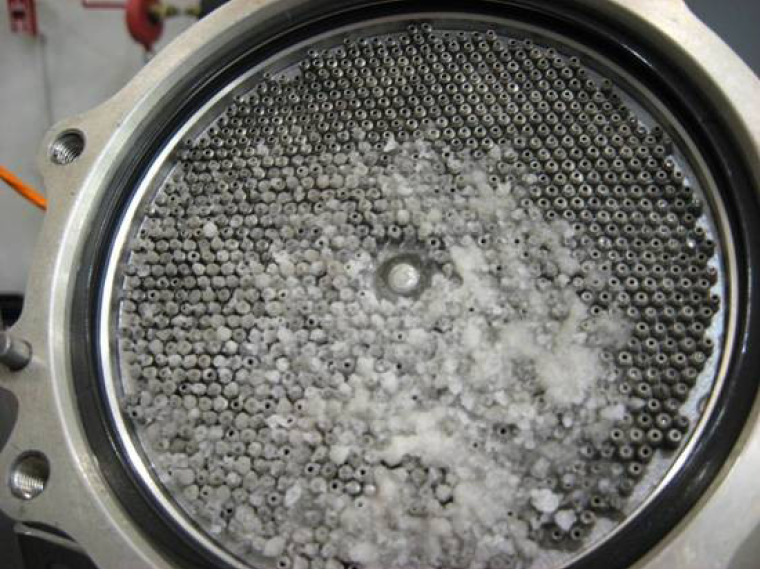
أختبار في المعمل لمحاكاة انسداد المبادل الحراري للوقود والزيت (FOHE) بواسطة بلورات الثلج، على رولز رويس (RB211) وسلسلة محركات ترينت 800. من تقرير هيئة سلامة النقل الأمريكية on the BA flight 38

في 17 يناير 2008، شركة الخطوط الجوية البريطانية من طراز بوينغ 777-236إي أر، وفي رحلتها رقم 38 والمتوجهة من بكين إلى لندن، تحطمت لدى هبوطها في مطار هيثرو بعد أن فقدت قوى الدفع لكلا محركيها من طراز ترينت 800، وذلك أثناء الاقتراب النهائي للطائرة من المدرج. وتبين من التحقيقات اللاحقة أن السبب كان الجليد الصادر من نظام الوقود والذي تراكم على المبدلات الحرارية للزيت والوقود، مما أدى إلى تقييد تدفق الوقود إلى المحرك. وقد أجرت رولز رويس تعديلات لمنع تكرر المشكلة.

## الاستخدامات
تدفع سلسة محركات ترينت 800 عائلة طائرات بوينغ 777. وهي متوفرة لطرزات بوينغ 777-200/200إي أر/300، مع قوة دفع تمتد من 75,000 رطل إلى 93,400 رطل (330-415 كيلو نيوتن). ويعتبر محرك ترينت المحرك الأخف وزنا في فئته، والتي تعمل على بوينغ 777، وهو اقل بوزن يصل إلى 3.6 طن أقل من المحركات المنافسة من إنتاج كل من جنرال الكتريك للطيران وبرات آند ويتني.
ومع ذلك، فأن محرك ترينت 800، لا يتوفر على لطائرات بوينغ 777 ذات المدى الأطول وطائرات الشحن، وطرزات (777-200إل أر، 777-200 للشحن و 777-300إي أر)، وهذه الطرزات تعمل حصريا بمحركات جنرال إلكتريك جي إي 90-110بي1/-115بي.

## مواصفات (ترنت 800)

### الخصائص العامة
- نوع: محرك مروحي ذو ثلاثة أعمدة، مع نسبة التفافية عالية (6,2-5,7)
- الطول: 4.37 متر (172بوصة)
- القطر: 2.79 متر (110 بوصة)
- الوزن الجاف:
- نسبة التجاوز:

### مكونات
- ضاغط: ضاغط ضغط متوسط من ثمانية مراحل، ضاغط ضغط عالي من ستة مراحل
- الاحتراق: احتراق حلقي واحد، مع 24 حاقن للوقود.
- التوربين: شاحن توربيني للضغط العالي (HP) من مرحلة واحدة، شاحن توربيني للضغط المتوسط (IP) من مرحلة واحدة، شاحن توربيني للضغط المنخفض (LP) من خمس مراحل

### أداء
- أقصى قوة دفع: 93,400 باوند (415 كيلو نيوتن)
- نسبة الضغط الكلي:
- التوجه إلى نسبة الوزن:
- محددة استهلاك الوقود:
- نسبة القوة إلى الوزن:

## قوائم ذات صلة
- قائمة محركات الطائرات

## وصلات خارجية
- رولز رويس بي إل سي - ترينت 800